# Тартар (Башкортостан)
Тарта́р (рос. Тартар, башк. Тартар) — присілок у складі Янаульського району Башкортостану, Росія. Входить до складу Кісак-Каїнської сільської ради.
Населення — 117 осіб (2010; 136 у 2002).
Національний склад:
- башкири — 91 %